# 1840 no jornalismo
Nesta página encontrará referências aos acontecimentos directamente relacionados com o jornalismo ocorridos durante o ano de 1840.

## Nascimentos
| Data           | Nome                                                    | Profissão                              | Nacionalidade                              | Observações | Ref |
| -------------- | ------------------------------------------------------- | -------------------------------------- | ------------------------------------------ | ----------- | --- |
| 8 de fevereiro | Júlio de Castilho                                       | jornalista, poeta, escritor e político | Reino Unido de Portugal, Brasil e Algarves | m. 1919     |     |
| 2 de abril     | Émile Zola                                              | escritor e jornalista                  | França                                     | m. 1902     |     |
| 8 de novembro  | Diogo de Faria Pinho e Vasconcelos Soares de Albergaria | político e empresário jornalista       | Reino Unido de Portugal, Brasil e Algarves | m. 1901     |     |

## Mortes
| Data           | Nome                    | Profissão                                         | Nacionalidade                                | Observações | Ref |
| -------------- | ----------------------- | ------------------------------------------------- | -------------------------------------------- | ----------- | --- |
| 24 de novembro | Luigi Rossetti          | jornalista e intelectual                          | República Liguriana (protectorado da França) | n. 1800     |     |
| 11 de dezembro | Louis-François Jauffret | pedagogo, poeta, fabulista, advogado e jornalista | França                                       | n. 1770     |     |